# Pygocentrus
Pygocentrus es un género de peces de la familia Serrasalmidae y de la orden de los caraciformes. Todas sus especies son depredadores.

## Distribución geográfica
Se encuentra en Sudamérica, principalmente el río Amazonas, Orinoco y São Francisco. 

## Especies
- Pygocentrus cariba (Humboldt, 1821)[1]
- Pygocentrus nattereri (Kner, 1858)[1]
- Pygocentrus palometa (Valenciennes, 1850)[1]
- Pygocentrus piraya (G. Cuvier, 1819)[1]